# 便仓镇
便仓镇，是中华人民共和国江苏省盐城市亭湖区下辖的一个乡镇级行政单位。

## 行政区划
便仓镇下辖以下地区：
便仓社区、富民社区、西团村、明亮村、金陈村、新桥村、新陈村、思源村、民权村、界沟村、双港村和北李村。